# ياكشا: عمليات وحشية
ياكشا: عمليات وحشية (بالكورية: 야차)‏ هو فيلم أكشن جاسوسية كوري جنوبي من بطولة سول كيونغ غو، بارك هاي -سو، هيروكي إيكوشي ولي إل. صدر الفيلم على منصة نتفليكس في 8 أبريل 2022.

## روابط خارجية
ياكشا: عمليات وحشية على موقع IMDb (الإنجليزية)
- ياكشا: عمليات وحشية على موقع نتفليكس (الإنجليزية)
- ياكشا: عمليات وحشية على موقع فيلمافينيتي (الإسبانية)
- ياكشا: عمليات وحشية على موقع قاعدة بيانات الفيلم (الإنجليزية)
- ياكشا: عمليات وحشية على موقع ليتربوكسد (الإنجليزية)
- ياكشا: عمليات وحشية على موقع كينوبويسك (الروسية)